# 공종 집합
순서론에서 공종 집합(共終集合, 영어: cofinal set)은 그 하폐포가 전체 집합인, 원순서 집합의 부분 집합이다.

## 정의
원순서 집합 {\displaystyle (X,\lesssim )}의 공종 집합(共終集合, 영어: cofinal set) {\displaystyle S\subseteq X}는
{\displaystyle X=\downarrow S}
가 성립하는 부분 집합이다. 여기서 {\displaystyle \downarrow }는 하폐포를 뜻한다. 즉, 다음 조건이 성립한다.
{\displaystyle \forall x\in X\exists s\in S\colon x\lesssim s}
쌍대적으로, 원순서 집합 {\displaystyle (X,\lesssim )}의 공시작 집합(共始作共終, 영어: coinitial set) {\displaystyle S\subseteq X}는
{\displaystyle X=\uparrow S}
가 성립하는 부분 집합이다. 여기서 {\displaystyle \uparrow }는 상폐포를 뜻한다. 즉, 다음 조건이 성립한다.
{\displaystyle \forall x\in X\exists s\in S\colon x\gtrsim s}
원순서 집합 {\displaystyle (X,\lesssim )}의 공종 집합 및 공시작 집합들은 각각 포함 관계에 따라 부분 순서 집합을 이룬다. 이들을 각각 {\displaystyle \operatorname {Cofin} (X)}와 {\displaystyle \operatorname {Coinit} (X)=\operatorname {Cofin} (X^{\operatorname {op} })}로 나타내자.
집합 {\displaystyle X} 및 원순서 집합 {\displaystyle (Y,\lesssim _{Y})} 사이의 함수 {\displaystyle f\colon X\to Y}의 치역이 {\displaystyle Y}의 공종 집합이라면, {\displaystyle f}를 공종 함수(영어: cofinal map)라고 한다.

## 성질

### 추이성
원순서 집합 {\displaystyle (X,\lesssim )}의 두 부분 집합 {\displaystyle Z\subseteq Y\subseteq X}에 대하여,
- 만약 {\displaystyle Z}가 {\displaystyle (Y,\lesssim )}의 공종 집합이며 {\displaystyle Y}가 {\displaystyle (X,\lesssim )}의 공종 집합이라면 {\displaystyle Z}는 {\displaystyle (X,\lesssim )}의 공종 집합이다.
- 만약 {\displaystyle Z}가 {\displaystyle (Y,\lesssim )}의 공시작 집합이며 {\displaystyle Y}가 {\displaystyle (X,\lesssim )}의 공시작 집합이라면 {\displaystyle Z}는 {\displaystyle (X,\lesssim )}의 공시작 집합이다.

### 극대 · 극소 공종 집합
그렇다면, {\displaystyle \operatorname {Cofin} (X)}와 {\displaystyle \operatorname {Coinit} (X)}의 최대 원소는 {\displaystyle X}이다. 또한, 공종 집합들의 족의 합집합은 공종 집합이며, 공시작 집합들의 족의 합집합은 공시작 집합이다. 따라서, 원순서 집합 {\displaystyle (X,\lesssim )}에 대하여 {\displaystyle (\operatorname {Cofin} (X),\subseteq )}와 {\displaystyle (\operatorname {Coinit} (X),\subseteq )} 둘 다 모든 상한을 갖는다.
그러나 두 공종 집합의 교집합은 공종 집합이 아닐 수 있다. 예를 들어, 자연수의 전순서 집합 {\displaystyle (\mathbb {N} ,\leq )}에서, 짝수의 집합 {\displaystyle 2\mathbb {N} }과 홀수의 집합 {\displaystyle 2\mathbb {N} +1}은 각각 공종 집합이지만, 그 교집합인 공집합은 공종 집합이 아니다.
원순서 집합 {\displaystyle (X,\lesssim )}이 다음 조건을 만족시킨다고 하자.
- 임의의 {\displaystyle x\in X}에 대하여, {\displaystyle x}와 비교 가능한 극대 원소 {\displaystyle m\geq x}가 존재한다.

그렇다면, {\displaystyle X}의 부분 집합 {\displaystyle S\subseteq X}에 대하여 다음 두 조건이 서로 동치이다.
- {\displaystyle S}는 {\displaystyle (X,\lesssim )}의 공종 집합이다.
- 임의의 극대 원소 {\displaystyle m\in \max X}에 대하여, {\displaystyle x\sim s}인 {\displaystyle s\in S}가 존재한다. 즉, {\displaystyle [x]_{\sim }\cap S\neq \varnothing }이다.

특히, {\displaystyle X}가 추가로 부분 순서 집합이라면, {\displaystyle \operatorname {Cofin} (X)}의 최소 원소는 {\displaystyle \max X} (즉, {\displaystyle X}의 최대 원소들의 집합)이다.

## 예
자연수의 전순서 집합 {\displaystyle (\mathbb {N} ,\leq )}의 부분 집합 {\displaystyle S\subseteq \mathbb {N} }에 대하여 다음 두 조건이 서로 동치이다.
- {\displaystyle S}는 {\displaystyle (\mathbb {N} ,\leq )}의 공종 집합이다.
- {\displaystyle S}는 무한 집합이다.

전순서 집합 {\displaystyle (X,\leq )}의 부분 집합 {\displaystyle S\subseteq X}에 대하여 다음 두 조건이 서로 동치이다.
- {\displaystyle S}는 {\displaystyle (X,\leq )}의 공종 집합이다.
- 만약 {\displaystyle X}가 최대 원소 {\displaystyle m\in X}를 갖는다면, {\displaystyle m\in S}이다. 만약 {\displaystyle X}가 최대 원소를 갖지 않는다면, {\displaystyle S}는 상계를 갖지 않는다.